# Zosterornis whiteheadi
El timalí de Whitehead (Zosterornis whiteheadi) es una especie de ave paseriforme de la familia Zosteropidae endémica de la isla de Luzón, en Filipinas. 

## Descripción
El timalí de Whitehead mide unos 15 cm de largo y pesa entre 17-28 g. En el plumaje de sus partes superiores predomina el pardo oliváceo, mientras que sus partes inferiores son amarillentas. Presenta el píleo gris y su rostro es de color castaño rojizo, donde destacan sus anillos perioculares blancos. Existen dos subespecies, la nominal y Z. w. sorsogonensis de aspecto similar al descrito, pero con píleo y nuca rodeados por un borde negro. 
Su canto es rápido y de tonos metálicos.

## Distribución y hábitat
La subespecie nominal, Z. w. whiteheadi, está presente en el norte y centro de Luzón, mientras que Z. w. sorsogonensis está en el sur este de la isla. 
Esta especie se encuentra en los bosques de montaña, generalmente por encima de los 1000 m de altitud (aunque ocasionalmente baja hasta los 100m). Se encuentra tanto en los bosques de hoja ancha como en los bosques de pinos, los bosques abiertos e incluso en los hábitats modificados por el hombre.

## Comportamiento
Se alimenta de semillas, frutos, insectos (especialmente de escarabajos) y arañas. Pueden alimentarse en solitario, por parejas o en bandadas de hasta treinta individuos, normalmente entre la vegetación baja del bosque, pero ocasionalmente pueden hacerlo en las copas. Pueden unirse a otras especies formando bandadas mixtas de alimentación.